# Exorista ferax
Exorista ferax là một loài ruồi trong họ Tachinidae.